# Elisabeth Bandeira de Melo

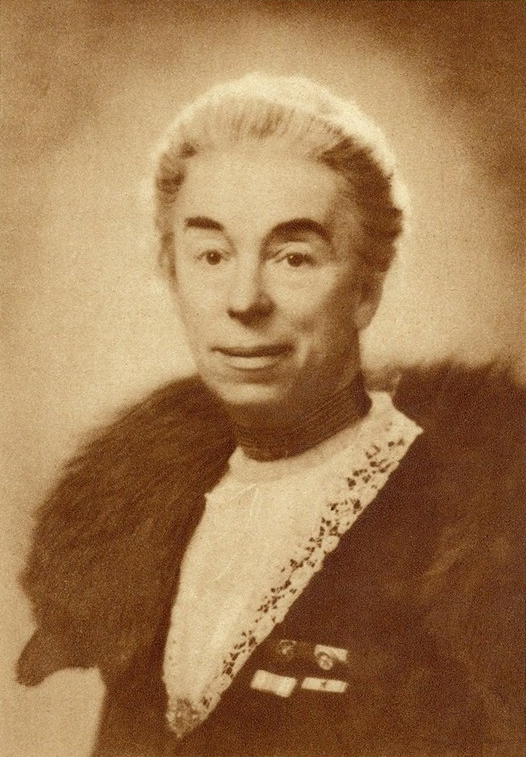
Condessa de Rilvas

Elisabeth Marie Caroline d'Albignac Bandeira de Melo (1871-1945), Condessa de Rilvas, foi uma benemérita e dirigente da Obra das Mães pela Educação Nacional e da Mocidade Portuguesa Feminina.

## Biografia
Elisabeth d'Albignac nasceu em Paris, em 1871, filha de Fernand Honoré François Aymar, marquês d'Albignac. Em 1898 casou-se, na mesma cidade, com Simão Hipólito Calça e Pina Bandeira de Melo, 4º Conde de Rilvas, secretário da Legação de Portugal em Paris. Após o casamento, o jovem casal radicou-se em Portugal, época em que Elisabeth iniciou a sua acção benemérita no âmbito da assistência infantil. Em 1917 fundou as Florinhas da Rua, instituição vocacionada para a recuperação de raparigas sem abrigo. 
De feição monárquica e católica, foi convidada por Salazar para participar no I Congresso da União Nacional, realizado entre 26 e 28 de Maio de 1934, onde se discutiu, pela primeira vez, no seio do Estado Novo, a assistência pública. Para tal, seria nomeada, neste Congresso, uma subsecção, a 5ª subsecção de Saúde e Assistência. Nela, a Condessa de Rilvas apresentou uma tese intitulada "A Assistência Técnica", onde clarificava esse conceito e defendia que a assistência pública devia ser reduzida tanto quanto possível, substituída pelas instituições de previdência, higiene e progresso social, mostrando-se alinhada com a ideologia do regime, a este nível. A Condessa de Rilvas defendia, ainda, o desenvolvimento da assistência social, favorecendo a criação de uma escola de Serviço Social. 
Em 1936 foi nomeada como a principal dirigente da Obra das Mães pela Educação Nacional e, posteriormente, dirigente da Mocidade Portuguesa Feminina. Devido à sua vasta obra assistencial foi condecorada pelo Vaticano com a medalha Pro Ecclesia et Pontifice. Foi, ainda, condecorada com a Reconnaissance Française, com a grã-cruz da Benemerência e com a Ordem de Cristo.

## Ligações Externas
- ALMEIDA, Andreia - A Saúde no Estado Novo de Salazar: Políticas, Sistemas e Estruturas. Disponível em https://repositorio.ul.pt/handle/10451/30337
- ALMEIDA, Andreia - O Sistema de Saúde do Estado Novo de Salazar: O Nascimento do Ministério da Saúde e Assistência.